# Sur

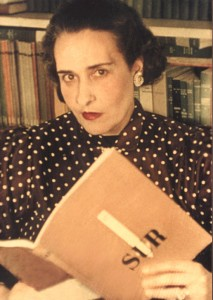
Виктория Окампо с номером журнала Sur

Sur (исп. Sur, букв. Юг) — международный литературный журнал, основанный в Буэнос-Айресе писательницей Викторией Окампо и издававшийся на протяжении более шестидесяти лет (1931—1992).

## История
Идею журнала подал и поддерживал Хосе Ортега-и-Гассет. В редакционную коллегию журнала входили и реальное руководство им в разное время осуществляли Хорхе Луис Борхес, Эрнесто Сабато, Хосе Бьянко, Гильермо де Торре и др.
Всего вышло 372 номера журнала.

## Сотрудники
В журнале, среди других, публиковались:

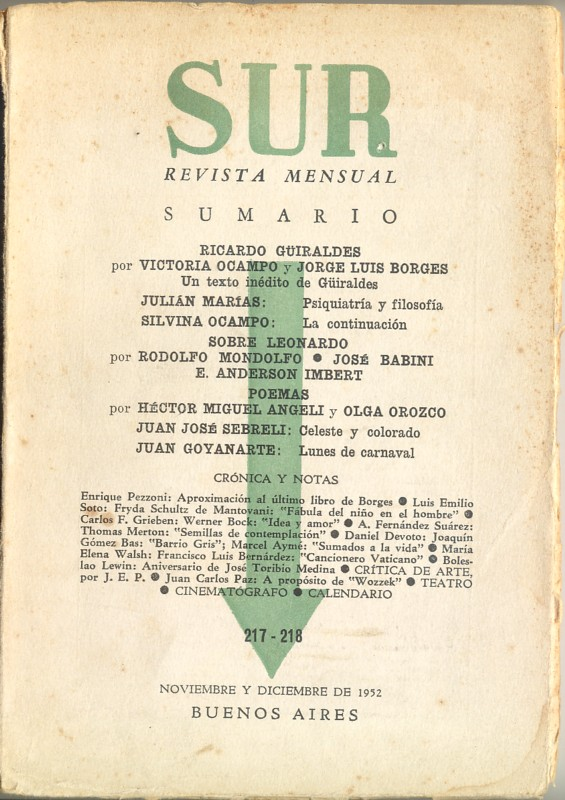
Номер журнала за 1952 год

- Рафаэль Альберти
- Эрнест Ансерме
- Франсиско Аяла
- А.Бьой Касарес
- Хорхе Луис Борхес
- Вирджиния Вулф
- Вальтер Гропиус
- Эухенио Д’Орс
- Пьер Дриё Ла Рошель

- Андре Жид
- Альбер Камю
- Роже Каюа
- Хулио Кортасар
- Федерико Гарсиа Лорка
- Андре Мальро
- Томас Манн
- Хулиан Мариас
- Габриэль Гарсиа Маркес
- Генри Миллер
- Габриэла Мистраль
- Анри Мишо
- Владимир Набоков
- Пабло Неруда
- Хуан Карлос Онетти
- Ольга Ороско
- Октавио Пас
- Алехандра Писарник
- Альфонсо Рейес
- Эмир Родригес Монегаль
- Эрнесто Сабато
- Жан-Поль Сартр
- Хосе Ортега-и-Гассет
- Жюль Сюпервьель
- Бенжамен Фондан
- Уолдо Фрэнк
- Мартин Хайдеггер
- Оливерио Хирондо
- Альберто Хирри
- Т. С. Элиот
- Педро Энрикес Уренья

## Направление
Журнал последовательно придерживался антинацистских, антифашистских, антифранкистских и антиперонистских позиций. Так Октавио Пас опубликовал здесь первые в Латинской Америке материалы о сталинских лагерях, журнал защищал В.Набокова в период его моральной травли после публикации романа «Лолита» и др.

## Борхес и Sur
Стихи, новеллы, эссе, рецензии, интервью Борхеса в журнале были после его смерти собраны в отдельном томе «Borges en Sur 1931—1980» (2004).